# House of the Rising Sun
The House of Rising Sun je američka narodna (folk) pjesma koju su svjetski poznatom učinili engleski rock sastav The Animals 1964. Odmah je postala hit #1 u Britaniji, Švedskoj i Kanadi. U nekim inačicama zove se "House of Rising Sun" ili  "Rising Sun Blues", to je pjesma koja govori o životu koji je otišao u krivom smjeru u New Orleansu. Interes za tu pjesmu je ponovno oživio kad ju je redatelj Martin Scorsese uzeo kao podlogu za svoj film Casino iz 1995. godine.

## Porijeklo pjesme i najranije izvedbe
Kao i mnoge klasične narodne balade, autorstvo pjesme The House of Rising Sun je nejasno. Neki muzikolozi govore da se ona temelji na tradiciji balada koje su donijeli sa sobom prvi američki doseljenici u 18. stoljeća poput Unfortunate Rake. 
Orguljaš Alan Price iz Animalsa tvrdio je da je to izvorno engleska narodna pjesma iz 16. stoljeća o bordelu iz Sohoa (London), te da su tu pjesmu engleski emigranti donijeli sa sobom u Ameriku, a tamo je doživjela prilagodbu na okružje New Orleansa .
Najstariji poznati postojeći glazbeni zapis te pjesme potječe iz 1933., a snimili su ga apalačijski glazbenici Clarence "Tom" Ashley i Gwen Foster. Ashley je rekao da je pjesmu čuo svog djeda, Enocha Ashleya.
Nakon toga pjesmu je 1938. godine snimio Roy Acuff, potom ju je snimio i Woody Guthrie 1941. godine.
Pjesmu je izveo i Frankie Laine pod nazivom New Orleans na svom albumu iz 1959. Balladeer. Pjesmu je također izvela i Joan Baez na svom istoimenom debi albumu 1960. godine. Iste godine pjesmu je snimila i Miriam Makeba.
Pred kraj 1961. i Bob Dylan snimio je House of the Rising Sun na svom albumu prvijencu Bob Dylan, objavljen u ožujku 1962.
U jednom razgovoru s novinarima, pjevač Animalsa, rekao je da je tu pjesmu čuo prvi puta u jednom klubu iz Newcastla, gdje ju je otpjevala folk pjevačica Johnny Handle. Kako su Animalsi upravo tad bili na turneji s Chuck Berryem, izabrali su upravo tu pjesmu, jer su htjeli nešto karakteristično izvesti.

## Vanjske poveznice
- Detalji o pjesmi House Of The Rising Sun (engl.)